# سازهای زخمه‌ای

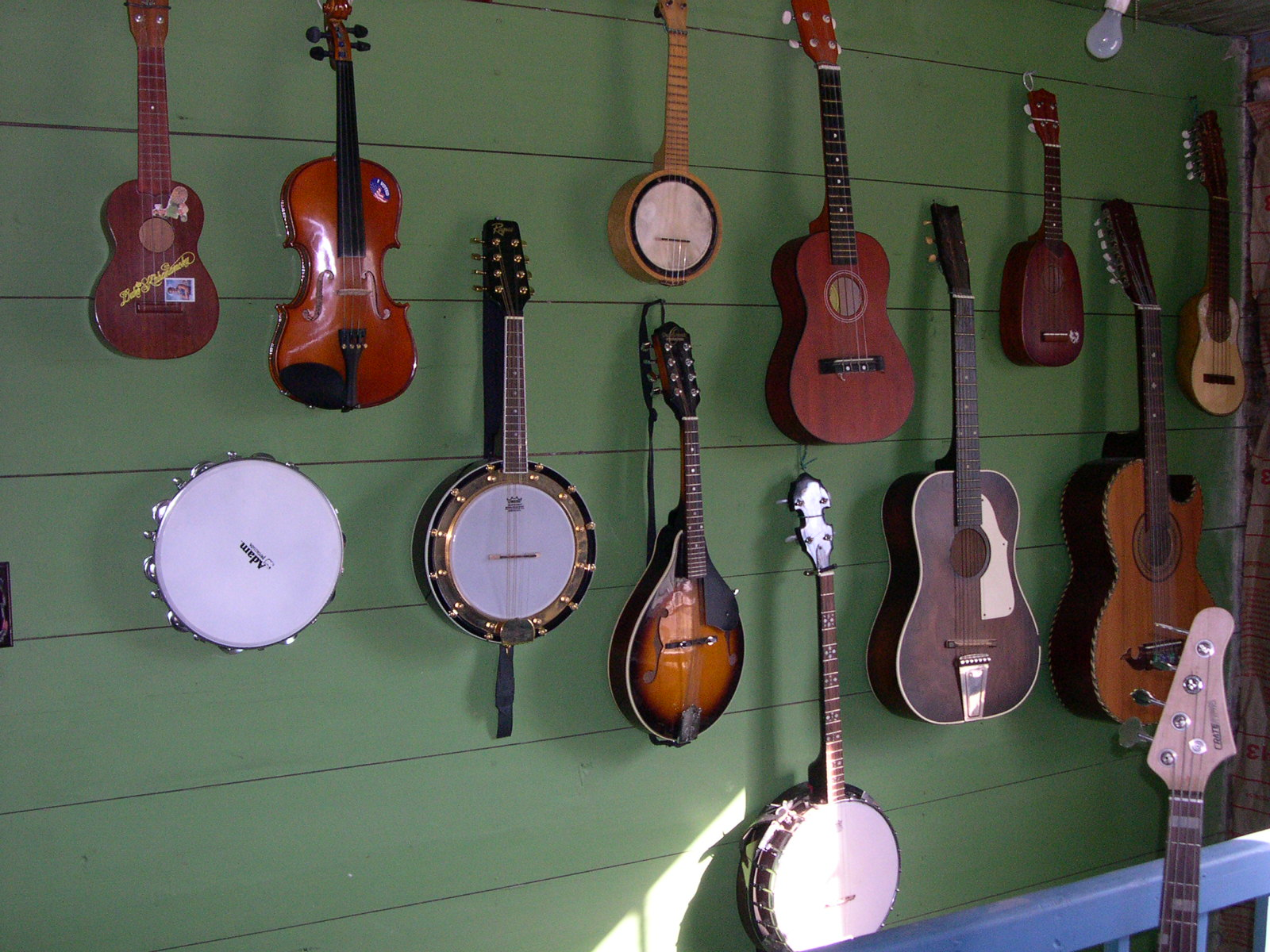
مجموعه‌ای از سازهای زخمه‌ای

سازهای زخمه‌ای یا سازهای زهی زخمه‌ای سازهایی هستند که با کمک زخمه به صدا در می‌آیند. مانند گیتار، تار، سه‌تار، عود (ساز)، ماندولین، بانجو، قانون، و سنتور و ...